# Дем'янівська сільська рада (Білокуракинський район)
Дем'янівська сільська рада — сільська рада у Білокуракинському районі Луганської області з адміністративним центром у селі Дем'янівка. Населення становить 1005 осіб. Щільність населення — 10,9 осіб/км².

## Населені пункти
Сільській раді підпорядковані населені пункти:
- с. Дем'янівка
- с. Коноплянівка
- с. Шовкунівка

## Загальні відомості
Історична дата утворення: в 1918 році.
Сільська рада межує (з півночі за годинниковою стрілкою) з Просторівською, Курячівською, Павлівською сільськими, Білокуракинською селищною, Бунчуківською сільською радами Білокуракинського району, Круглівською, Свистунівською, Маньківською сільськими радами Сватівського району. Територія сільської ради становить 92,47 км², периметр — 54,835 км.
На території сільради витоки річки Борова, споруджено ставки. Ботанічну пам'ятку природи місцевого значення Велика долина в долині річки Борової створено 24 лютого 1995 року.

## Склад
Загальний склад ради: 16 депутатів. Партійний склад: Партія регіонів — 10 (62,5%), Комуністична партія — 4 (25%), Сильна Україна — 1 (6,3%), самовисування — 1 (6,3%). Голова сільради — Панченко Сергій Олександрович, секретар — Звягінцева Галина Андріївна.
| Дем'янівська сільська рада        | Дем'янівська сільська рада        | Дем'янівська сільська рада  | Дем'янівська сільська рада                                                                                  |
| № зп                              | Прізвище, ім'я, по батькові       | Дата визнання обраним       | Відомості про обраного депутата                                                                             |
| Комуністична партія України       | Комуністична партія України       | Комуністична партія України | Комуністична партія України                                                                                 |
| --------------------------------- | --------------------------------- | --------------------------- | --- |
| 1                                 | Сидоренко Неля Миколаївна         | 2 листопада 2010            | Освіта середня спеціальна, позапартійна, СТОВ «Зоря», бухгалтер.                                            |
| 2                                 | Костенко Надія Петрівна           | 2 листопада 2010            | Освіта середня, позапартійна, СТОВ «Зоря», завідувачка МТФ.                                                 |
| 3                                 | Гринько Анатолій Дмитрович        | 2 листопада 2010            | Освіта середня спеціальна, позапартійний, СТОВ «Зоря», головний зоотехнік.                                  |
| 4                                 | Пеньков Сергій Володимирович      | 2 листопада 2010            | Освіта вища, позапартійний, СТОВ «Зоря», інженер ТОМТП.                                                     |
| Партія регіонів                   |                                   |                             | |
| 1                                 | Гришин Сергій Олександрович       | 2 листопада 2010            | Освіта середня спеціальна, член Партії регіонів, СТОВ МТС «Альянс», слюсар.                                 |
| 2                                 | Звягінцева Галина Андріївна       | 2 листопада 2010            | Освіта середня спеціальна, член Партії регіонів, Дем'янівська сільська рада, секретар.                      |
| 3                                 | Рясний Станіслав Іванович         | 2 листопада 2010            | Освіта вища, член Партії регіонів, Білокуракинська райдержадміністрація, головний держінспектор.            |
| 4                                 | Марченко Олена Іванівна           | 2 листопада 2010            | Освіта середня спеціальна, член Партії регіонів, Дем'янівський фельдшерсько-акушерський пункт, завідувачка. |
| 5                                 | Гринько Геннадій Васильович       | 2 листопада 2010            | Освіта середня, член Партії регіонів, СТОВ МТС «Альянс», водій.                                             |
| 6                                 | Самарський Анатолій Олександрович | 2 листопада 2010            | Освіта вища, член Партії регіонів, СТОВ МТС «Альянс», керуючий відділенням.                                 |
| 7                                 | Кратова Олена Іванівна            | 2 листопада 2010            | Освіта середня спеціальна, член Партії регіонів, СТОВ МТС «Альянс», свинарка.                               |
| 8                                 | Бикова Олена Вікторівна           | 2 листопада 2010            | Освіта вища, член Партії регіонів, Коноплянівська загальноосвітня школа, директор.                          |
| 9                                 | Широкий Василь Іванович           | 2 листопада 2010            | Освіта вища, член Партії регіонів, пенсіонер.                                                               |
| 10                                | Щербак Неля Леонідівна            | 2 листопада 2010            | Освіта середня, член Партії регіонів, СТОВ МТС «Альянс», обліковець.                                        |
| Політична партія «Сильна Україна» |                                   |                             | |
| 1                                 | Гринько Ольга Прокопівна          | 2 листопада 2010            | Освіта середня, позапартійна, тимчасово не працює.                                                          |
| Самовисування                     |                                   |                             | |
| 1                                 | Путненко Валентина Михайлівна     | 2 листопада 2010            | Освіта вища, позапартійна, пенсіонерка.                                                                     |

### Керівний склад ради
| ПІБ                           | Основні відомості                                                               | Дата обрання | Дата звільнення |
| ----------------------------- | ------------------------------------------------------------------------------- | ------------ | --------------- |
| Сидоренко Сергій Вікторович   | Сільський голова, 1965 року народження, освіта                                  | 26.03.2006   | 22.01.2007      |
| Панченко Сергій Олександрович | Сільський голова, 1962 року народження, освіта, безпартійний                    | 17.06.2007   | 31.10.2010      |
| Панченко Сергій Олександрович | Сільський голова, 1962 року народження, освіта середня спеціальна, безпартійний | 31.10.2010   |                 |

Примітка: таблиця складена за даними джерела

## Економіка
На землях сільської ради господарюють СТОВ Зоря, голова Ведмеденко Микола Григорович; МТС Альянс, голова Писаренко Віктор Григорович.